# Tratado de Granada (1500)
El tratado de Granada fue una alianza militar pactada entre Luis XII de Francia y Fernando el Católico en los antecedentes de la guerra de Nápoles de 1501-1504, para repartirse entre ambos el territorio de Sicilia Citerior, bajo el gobierno de Federico. Sobre la base de los acuerdos, el norte del reino quedó en poder de Francia, formándose el Reino de Nápoles, y el sur en manos del reino de Aragón, uniéndose a Sicilia Ulterior. Las discrepancias entre ambos firmantes llevaron dos años después al enfrentamiento armado, en el que las tropas de Gonzalo Fernández de Córdoba expulsaron al ejército francés, quedando el Reino de Nápoles en poder de Aragón.

## Contexto

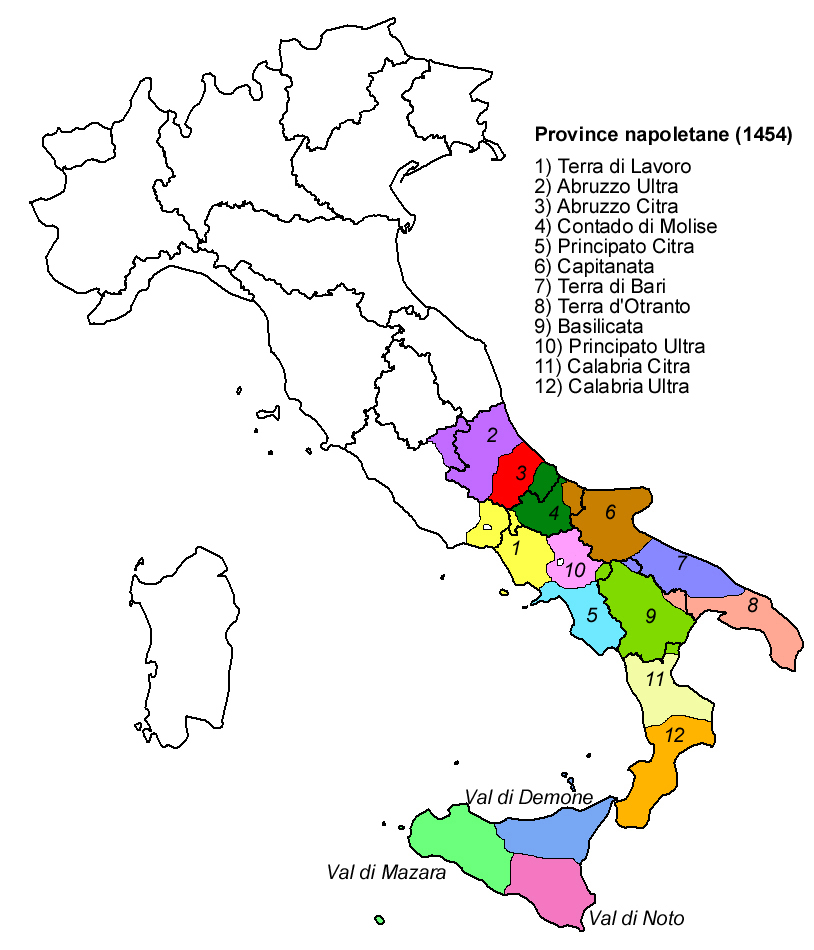
Provincias del antiguo reino de Nápoles, superpuestas a las actuales regiones de Italia.

En 1499 el recién coronado rey de Francia Luis XII, alegando sus derechos sobre el ducado de Milán como nieto de la princesa milanesa Valentina Visconti y sobre el reino de Nápoles como descendiente de los Anjou, dio comienzo a la guerra italiana de 1499-1501; envió hacia la península itálica un poderoso ejército que en abril de 1500 consiguió ocupar Milán, deponiendo y apresando al duque Ludovico Sforza y a su hermano Ascanio Sforza. Con la intención de tomar también Sicilia Citerior, buscó una alianza con la única potencia militar en la zona capaz de hacer frente a su ejército: la corona de Aragón, bajo el reinado de Fernando el Católico, planteando la posibilidad de dividir Sicilia Citerior entre ambos. La idea no era nueva: ya en 1497 Carlos VIII de Francia había hecho a Fernando la misma proposición en el transcurso de la primera guerra de Nápoles, aunque en aquella ocasión no se había llegado a un acuerdo.
Federico de Sicilia Citerior, con el ejército y la hacienda maltrechos tras la primera guerra de Nápoles, entró en tratos con Luis XII, ofreciéndose a pagarle una contribución anual a cambio de la independencia de su reino y a permitir el paso de las tropas francesas hacia Sicilia Ulterior, en poder de Aragón, y al mismo tiempo pidió ayuda a su tío segundo Fernando II de Aragón para hacer frente al francés. Éste, sabedor del doble trato del napolitano y considerando que una guerra contra Francia resultaría larga y costosa y que los derechos al trono de Sicilia Citerior recaían antes sobre él mismo que sobre Federico, se alineó con Luis XII, más dispuesto a quedarse con una parte del reino que a perderlo todo.

## Acuerdos
El tratado, justificado por la necesidad de hacer frente a la amenaza de los turcos que asolaban el Mediterráneo, fue firmado el 10 de octubre de 1500 en el castillo de Chambord, y ratificado por los reyes Católicos el 11 de noviembre del mismo año en Granada. El acuerdo recogía las condiciones siguientes:
- Luis XII renunciaba a sus reclamaciones sobre Cerdaña y el Rosellón; Fernando de Aragón renunciaba al condado de Montpellier;
- Ambos ejércitos participarían simultánea, aunque no conjuntamente, en la conquista militar de Sicilia Citerior; las tropas francesas llegarían desde el norte y las españolas por el sur;
- Una vez conquistada Sicilia Citerior, sería dividida entre ambos firmantes en dos partes iguales: Fernando se quedaría con las provincias del sur (Apulia y Calabria) con el título de ducados, mientras Luis mantendría la posesión sobre la zona central de la península italiana (las provincias de Abruzzo y Terra di Lavoro, que incluían las ciudades de Nápoles y Gaeta) con el título de rey de Nápoles y de Jerusalén. Los derechos sobre la doana (aduana) de Apulia, esto es, los impuestos recaudados por pastos, serían divididos a partes iguales.[7]
- El acuerdo se mantendría en secreto hasta que el ejército francés hubiese llegado a Roma.

## Consecuencias

### Conquista y división de Sicilia Citerior
Ignorante del acuerdo, Federico de Sicilia Citerior, cuyo reino se encontraba económica y militarmente debilitado tras la Primera Guerra de Italia, pidió ayuda a su tío segundo Fernando de Aragón para hacer frente a la amenaza francesa. En marzo de 1501, Gonzalo Fernández de Córdoba penetró con sus tropas en Sicilia Citerior, supuestamente para asistir a Federico, pero con órdenes secretas de ocupar la zona asignada en el tratado. En junio del mismo año, el acuerdo fue hecho público; el papa Alejandro VI lo aprobó, promulgando la deposición de Federico bajo pretexto de su colaboración con los turcos, y el ejército francés de Bérault Stuart d'Aubigny ocupó su parte correspondiente. 
Incapaz de enfrentar a ambos contendientes, Federico fue depuesto del trono de Sicilia Citerior en octubre de 1501 y conducido a Francia, de donde se le prohibió salir; en compensación por la pérdida del reino recibió una pensión de 50 000 libras y el ducado de Anjou.

### Ruptura del acuerdo
La buena convivencia entre franceses y españoles no duraría mucho: ya fuera por desconocimiento de la geografía local—cosa dudosa— o por mala fe de ambas partes, el tratado consideraba el reino de Sicilia Citerior como dividido en cuatro provincias, cuando ya desde los tiempos de Alfonso I estaba organizado en doce. 
Pronto surgieron las desavenencias entre los aliados por la posesión de la franja geográfica que separaba sus respectivos territorios —las provincias de Capitanata, Basilicata y Principado—, dando paso a los enfrentamientos armados en los que, a lo largo de 1502 y 1503, los ejércitos de Gonzalo Fernández de Córdoba derrotaron a las tropas francesas en las batallas de Ruvo, Seminara, Ceriñola y Garellano. En enero de 1504, Luis XII se vio obligado a ceder el reino de Nápoles a Aragón mediante la firma del tratado de Lyon.